# لوآر-آتلانتیک
لوآر-آتلانتیک (پیش‌تر لوآر-اینفریور) یکی از حوزه‌های کشور فرانسه است که در ساحل غربی فرانسه قرار دارد. نام این حوزه، به دلیل وجود رود لوآر و اقیانوس اطلس (آتلانتیک) در نزدیکی آن است.

## جغرافیا
لوآر-آتلانتیک قسمتی از ناحیهٔ کنونی په‌ای-دو-لا-لوآر است و توسط حوزه‌های موربیهان، ایله-ات-ویلاین، ماین-ات-لوآر و وندی احاطه شده و اقیانوس اطلس، همسایهٔ غربی آن است.